# Aphirape gamas
Aphirape gamas là một loài nhện trong họ Salticidae.
Loài này thuộc chi Aphirape. Aphirape gamas được María Elena Galiano miêu tả năm 1996.